# Leo Honkala
Leo Ilmo Honkala (ur. 8 stycznia 1933 w Oulu, zm. 17 maja 2015 w Oxelösundzie) – fiński zapaśnik walczący w stylu klasycznym. Brązowy medalista olimpijski z Helsinek 1952 w kategorii do 52 kg.
Mistrz Finlandii w stylu klasycznym w 1956, drugi w 1954. W stylu wolnym: drugi w 1954; trzeci w 1953.
W latach 1980–1985 trener reprezentacji Szwecji.

## Letnie Igrzyska Olimpijskie 1952
| Konkurencja          | Rundy eliminacyjne | Rundy eliminacyjne    | Rundy eliminacyjne  | Rundy eliminacyjne        | Rundy eliminacyjne      | Rundy eliminacyjne    | Klas. końcowa |
| Konkurencja          | Przeciwnik I       | Przeciwnik II         | Przeciwnik III      | Przeciwnik IV             | Przeciwnik V            | Przeciwnik VI         | Miejsce       |
| -------------------- | ------------------ | --------------------- | ------------------- | ------------------------- | ----------------------- | --------------------- | ------------- |
| 52 kg styl klasyczny | wolny los          | Werner Zimmer (SAA) Z | Heini Weber (FRG) Z | Mahmud Umar Fauzi (EGY) Z | Boris Guriewicz (URS) P | Ignazio Fabra (ITA) P | 3.            |